# Micropsectra interilobus
Micropsectra interilobus är en tvåvingeart som beskrevs av Jean-Jacques Kieffer 1924. Micropsectra interilobus ingår i släktet Micropsectra och familjen fjädermyggor.
Artens utbredningsområde är Norge. Inga underarter finns listade i Catalogue of Life.